# سیارک ۱۲۱۹۰
سیارک ۱۲۱۹۰ (به انگلیسی: 12190 Sarkisov، نامگذاری:1978SE5) دوازده هزار و صد و نودمین سیارک کشف شده‌است که در ۲۷ سپتامبر ۱۹۷۸ کشف شد.
قدر مطلق سیارک برابر ۲۸.۲ است.